# Nereo Marini
Nereo Marini (San Giovanni Lupatoto, 15 ottobre 1908 – Verona, 27 settembre 1978) è stato un allenatore di calcio e calciatore italiano, di ruolo terzino sinistro.

## Carriera
Giocò quattro anni in Serie A con Brescia e Bari. Militò anche nel Verona, nel Modena e nella Casertana.

## Palmarès

### Club

#### Competizioni nazionali
- Serie B: 1

Modena: 1937-1938
- Serie C: 1

Catania: 1942-1943